# Bydgoszcz

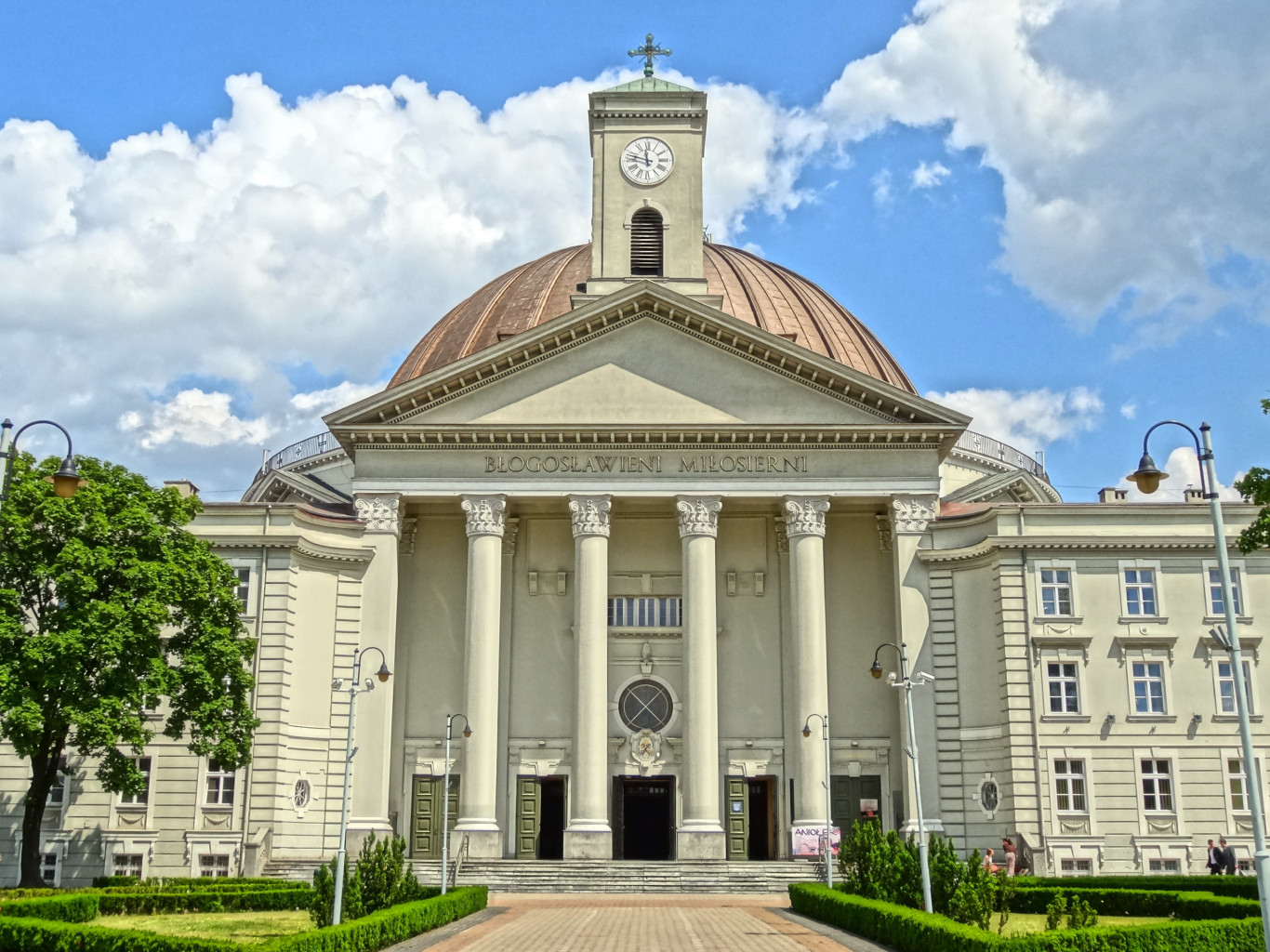
Kerk van de H. Vincentius a Paolo

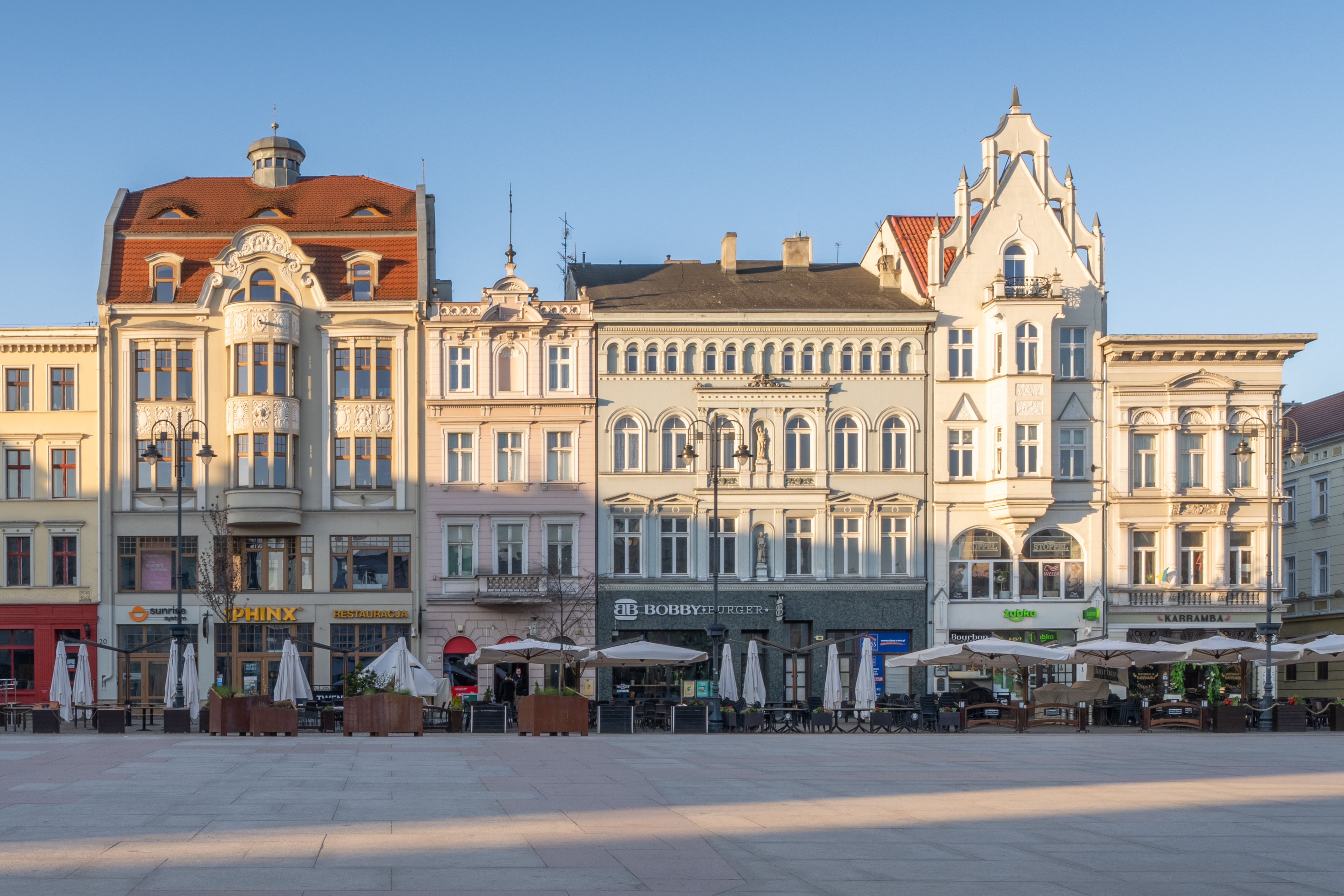
Marktplein

Bydgoszcz ([ˈbɨdgɔʃʧ] uitspraakⓘ; Duits: Bromberg uitspraakⓘ) is een stad in Noordwest-Polen met 354.990 inwoners (2016) en de grootste stad van het woiwodschap Koejavië-Pommeren. De stad vormt een agglomeratie met het 30 km oostelijker gelegen Toruń. Bydgoszcz ligt aan de Brda, een zijrivier van de Wisła. Van 1772 tot 1920 was de stad Pruisisch respectievelijk Duits.

## Geschiedenis
In de Middeleeuwen was het een grensstad. In de 11e eeuw was reeds sprake van een nederzetting. Aanvankelijk was Bydgoszcz een vissersnederzetting genaamd Bydgozcya (Bydgostia in het Latijn), de stad werd een citadel voor handelsroutes langs de Wisla. De stad gaf de naam aan het hertogdom Kujawia Kashtianstvo Bydgoszczko-Vyszogródskie, in historische tijden Noord-Kujawy genoemd, dat ontstond als gevolg van de verdeling van de bezittingen van prins Ziemysł Inowrocławski (ca. 1245-1287).
In een oorlog tussen Polen en de Duitse Orde werd de nederzetting in 1328 door de hertog van Pommerellen bezet. De Duitse Orde nam kort daarop het gezag van hem over. Maar zij moesten dat gezag in 1343 weer overdragen aan de Poolse koning Casimir de Grote en die liet in 1346 een stad onder Maagdenburger stadsrecht aanleggen door lokatoren (landverdelers) uit het Duitse Rijk. Zij noemden de in 1484 ommuurde stad Brahenburg, afgeleid van de rivier de Brahe, de Duitse naam van de Brda. De Poolse bevolking gebruikte als naam Bydgost, afkomstig van de burcht Bidgost die in de buurt stond. Beide bevolkingsgroepen waren in de nieuwe stad vertegenwoordigd maar de Polen waren in de meerderheid. 
In de 16e eeuw behoorde Bydgoszcz tot de grootste steden van Polen, hoewel naar Poolse verhoudingen het bevolkingsaantal bescheiden was met 5.000 inwoners. Door de Grote Noordse Oorlog, overstromingen en epidemieën resteerden er op het laatst nog maar enkele honderden inwoners. Toen dit deel van Polen in 1772 aan het koninkrijk Pruisen werd toegevoegd en deel werd van het het Netzedistrict telde Bromberg nog maar 700 inwoners. Bromberg bloeide op door de aanleg van een kanaal tussen de Brda en de Noteć, waardoor de Weichsel met de Oder werd verbonden.
Tussen 1807 en 1815 was de stad opnieuw Pools, als deel van het door Napoleon opgerichte hertogdom Warschau. Daarna werd het weer Pruisisch en werd er personeel uit Duitsland aangetrokken voor overheids- en onderwijsinstellingen, zoals het gymnasium. Hierdoor groeide ook de middenstand en de handel, zodat er in 1816 al meer dan 16.000 inwoners waren. Hiervan was de helft Duits, ruim 40% Pools en een minderheid Joods.
De verduitsing nam toe toen de stad in 1818 hoofdstad werd van het Pruisische Regierungsbezirk Bromberg, de noordelijk helft van de nieuwe Pruisische provincie Posen. In 1851 kreeg de stad een aansluiting op het spoorwegnet met de Ostbahn die van Berlijn naar Koningsbergen zou gaan lopen. In het midden van de 19e eeuw was van de 31.000 inwoners nog maar een kwart Pools en in 1910 was op een bevolking van 57.700 inwoners 84% Duits. De bevolking groeide mede door de annexatie van omringende dorpen.
Na de Eerste Wereldoorlog werden bij het Verdrag van Versailles in 1919 de Pruisische provincies West-Pruisen en Posen grotendeels aan het nieuw opgerichte Polen toegewezen. In het door het Poolse overheidsbeleid zeer snel groeiende Bydgoszcz woonden inmiddels, na inlijving van meer omringende dorpen, 104.000 mensen waarvan nog maar een derde deel Duits. Veel tweetalige inwoners hadden in toenemende mate voor een Poolse identiteit gekozen. Veel Duitsers waren vertrokken omdat ze hun voorrechten of hun baan kwijt waren en hun bezit vaak geconfisqueerd werd. Het Duitstalige cultuur- en verenigingsleven kreeg geen overheidssteun meer en de gebouwen waarin het zich afspeelde werden door de staat overgenomen en kregen nieuwe bestemmingen.
Op 31 augustus 1939 viel het Duitse leger Polen binnen (Duitse inval in Polen) en voordat Bydgoszcz bezet werd, beschuldigden de Poolse autoriteiten de Duitse minderheid van spionage, wat tot razzia’s en deportaties aanleiding gaf. In Bydgoszcz heette dit de Bromberger Blutsonntag of Bloedige Zondag. Veel etnische Duitsers werden door de Polen gedeporteerd. Schattingen van het aantal doden variëren tussen een paar honderd tot 3.000. Dat aantal werd door nationaalsocialistische propaganda opgeblazen tot een ongeloofwaardig getal van 50.000. Als vergelding executeerden de Duitsers in de eerste dagen van de bezetting 2.000 Poolse inwoners van Bydgoszcz.
Gedurende de meer dan vijf jaar durende bezetting door Nazi-Duitsland werden Poolse ambtenaren, onderwijzend personeel en geestelijkheid met veel geweld en slachtoffers uitgewezen, met name zij die zich na 1919 in de stad gevestigd hadden. Joden werden naar vernietigingskampen afgevoerd en veel na 1919 vertrokken Duitsers kwamen terug. Polen die er voor 1919 woonden konden op grond van hun Duitse staatsburgerschap van voor 1919 de status van "halve Duitser" aanvragen. 
Aan het slot van de Tweede Wereldoorlog eind januari 1945 bevrijdden Poolse milities samen met het Rode leger de stad. Omdat de als een Poolse stad werd beschouwd, werd ze door de troepen van de Sovjet-Unie troepen niet verwoestt, zoals ze dat vaak wel met Duitse steden deden. Inwoners die hadden samengewerkt met de Duitse bezetters werden, indien ze niet waren gevlucht, gevangen gezet.
Na de oorlog vertrokken talrijke bewoners van de stad naar Duitsland. Dat stond de groei van de bevolking niet in de weg en Bydgoszcz werd opnieuw een belangrijk regionaal industrieel en bestuurlijk centrum met een bevolking die in 2012 verdubbeld was tot 362.286 inwoners. Geannexeerde dorpen, nieuw gebouwde arbeiderswijken en de samenvoeging met het stadje Fordon hadden daartoe bijgedragen.
Veel publieke en kerkelijke gebouwen uit de Pruisische tijd zijn gespaard gebleven, zoals het hoofdpostkantoor, de watertoren, het regeringsgebouw, het gerechtsgebouw, enkele neogotische en neorenaissance-kerken, enkele hogere vakscholen, de spoorwegdirectie en de regionale bank. Hun toenmalige Pruisische 'staatsstijl', en de straatwanden in de Ulica Cieszkowskiego en Marszałke Focha met imposante huizen in Sezessionstijl, vormen het historisch stadsbeeld. Diverse beelden en opschriften die naar de geschiedenis van Pruisen en Duitsland verwezen zijn in 1920 verwijderd of vervangen door nationale Poolse equivalenten.

## Cultuur
Bydgoszcz huisvest het grootste operafestival van Polen, het Bydgoszcz Opera Festival.

## Verkeer en vervoer
- Station Bydgoszcz Główna
- Station Bydgoszcz Akademia
- Station Bydgoszcz Fordon
- Station Rynkowo
- Station Rynkowo Wiadukt

## Onderwijs
- Muziekacademie Bydgoszcz (Akademia Muzyczna im. Feliksa Nowowiejskiego w Bydgoszczy)

## Sport
Zawisza Bydgoszcz is de bekendste voetbalclub van Bydgoszcz en speelde vele seizoenen op het hoogste niveau in de Ekstraklasa. In 2016 ging de club failliet en maakte daarna een doorstart op amateurniveau.
- SC Bromberg

## Geboren in Bromberg/Bydgoszcz
- Ferdinand von Grabowski (1787-1871), Pruisisch generaal
- Karl Hempel (1827-1899), afgevaardigde in de Rijksdag voor de Deutsche Fortschrittspartei
- Robert Collin (1832–1880), Nederlands dirigent
- Georg von Schleinitz (1834-1910) vice-admiraal in de Reichsmarine
- Walter Leistikow (1865–1908), kunstschilder en graficus
- Eugen Gildemeister (1876-1945), voorzitter van het Robert-Koch-Instituut voor virologie. Voerde experimenten uit op gevangenen in concentratiekampen.
- Franz Kempner (1879-1945), conservatief politicus, nam deel aan coup tegen Hitler en werd daarvoor tot de guillotine veroordeeld
- Hermann Maaß (1879-1944), verzetsstrijder en deelnemer aan de coup tegen Hitler, en daarvoor in maart 1945 ter dood gebracht
- Kurt von dem Borne (1885-1946), vice-admiraal in de Kriegsmarine
- Eberhard von Mackensen (1889-1969), generaal in de Wehrmacht, medeverantwoordelijk voor massamoorden in Italië en daarvoor ter dood veroordeeld. Kreeg in 1952 gratie.
- Karl Ottersdorf (1889-1973), als tegenstander van het naziregime gevangengehouden sinds 1935. Na 1945 bestuurder in de DDR
- George Adamski (1891-1965), sciencefictionschrijver en ufoloog
- Margarete Himmler (1893-1967), echtgenote van Heinrich Himmler
- Marten von Barnekow (1900–1967), ruiter
- Wolfgang Schmieder (1901-1990), Duits musicoloog
- Stanisław Streich (1902–1938), rooms-katholieke priester die tijdens een mis doodgeschoten werd door een communist
- Marta Baranowska (1903-2009), deelneemster aan verzet tegen het naziregime en daarvoor opgesloten in het KZ Ravensbrück
- Marian Rejewski (1905-1980), wiskundige en cryptograaf
- Gwidon Damazyn (1908-1972), deelnemer aan verzet tegen het naziregime en daarvoor opgesloten in het KZ Buchenwald.
- Joachim Fernau (1909-1988), Duits journalist en schrijver
- Kurt Wiese (1914-1987), nazioorlogsmisdadiger
- Edmund Piszcz (1929–2022), aartsbisschop van Ermland
- Ewa Sowińska (1944), politica
- Jan Krzysztof Bielecki (1951), liberaal politicus en econoom
- Stefan Majewski (1956), voetballer en voetbalcoach
- Zbigniew Boniek (1956), voetballer
- Radosław Sikorski (1963), politicus en journalist
- Marek Leśniewski (1963), wielrenner
- Robert Sycz (1973), roeier
- Daniel Stefański (1977), voetbalscheidsrechter
- Sylwester Szmyd (1978), wielrenner
- Vivian Schmitt (1978), Duits pornoactrice
- Marcin Szelag (1981), schaker
- Wojciech Łobodziński (1982), voetballer
- Iga Baumgart (1989), atleet
- Paweł Wojciechowski (1989), atleet
- Jacek Góralski (1992), voetballer

## Galerij

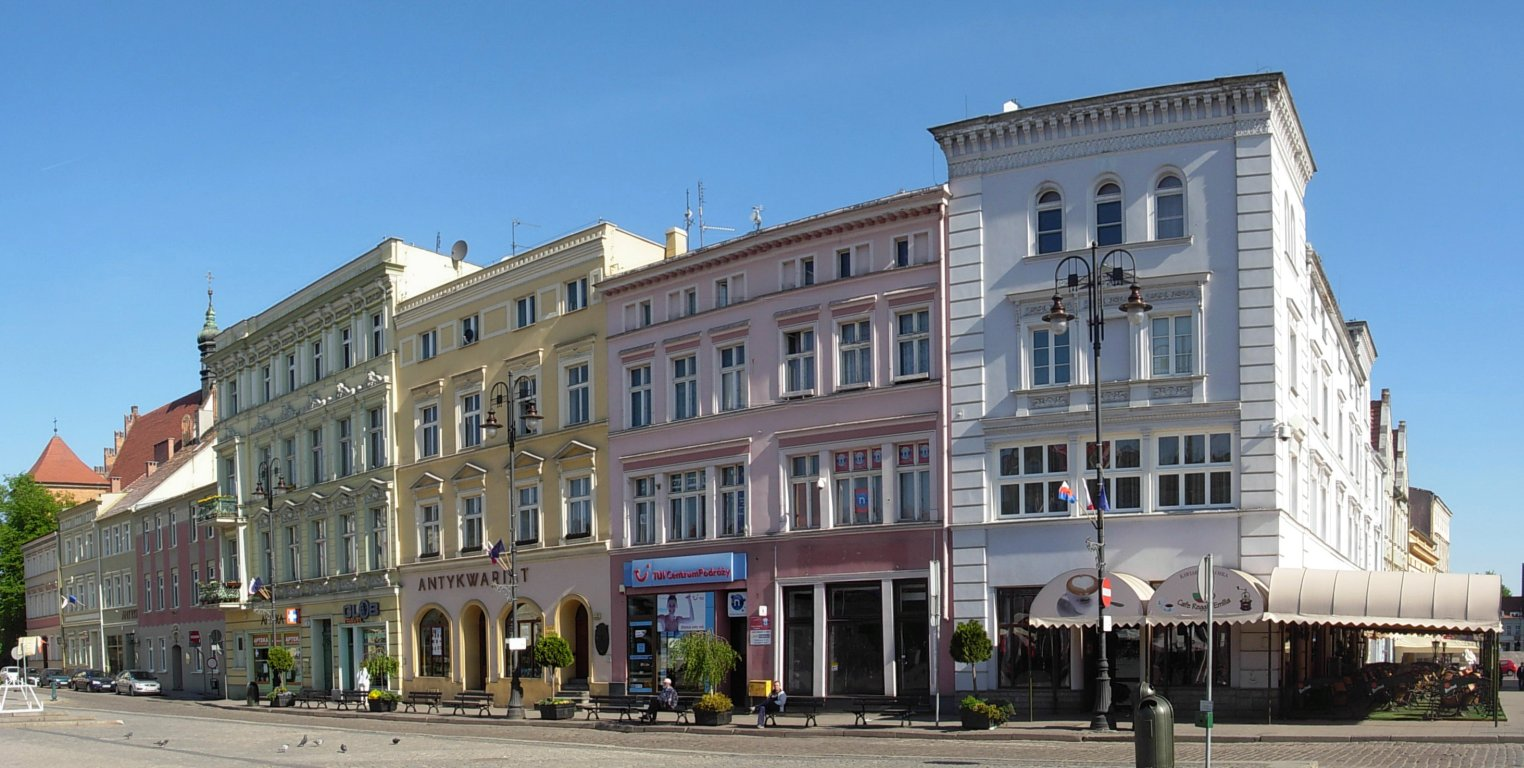
Oude Markt van Bydgoszcz
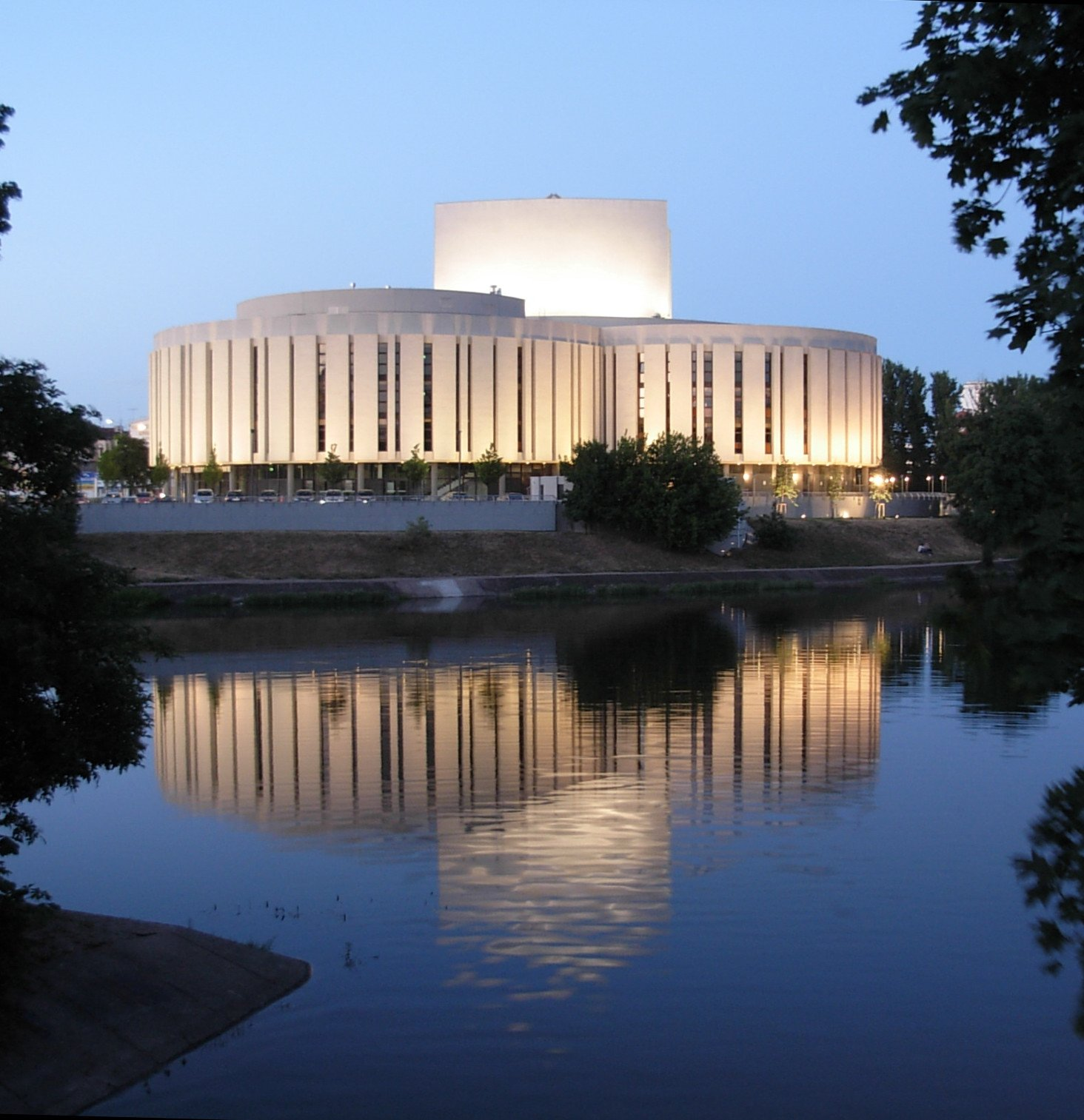
Opera Nova
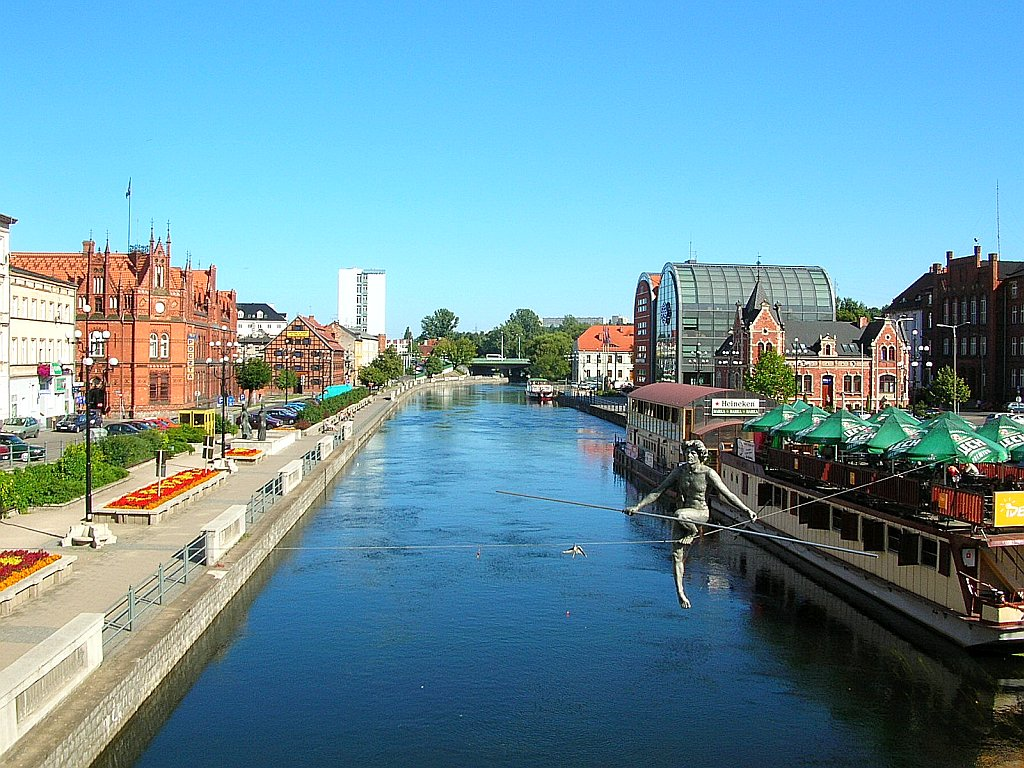
De rivier Brda
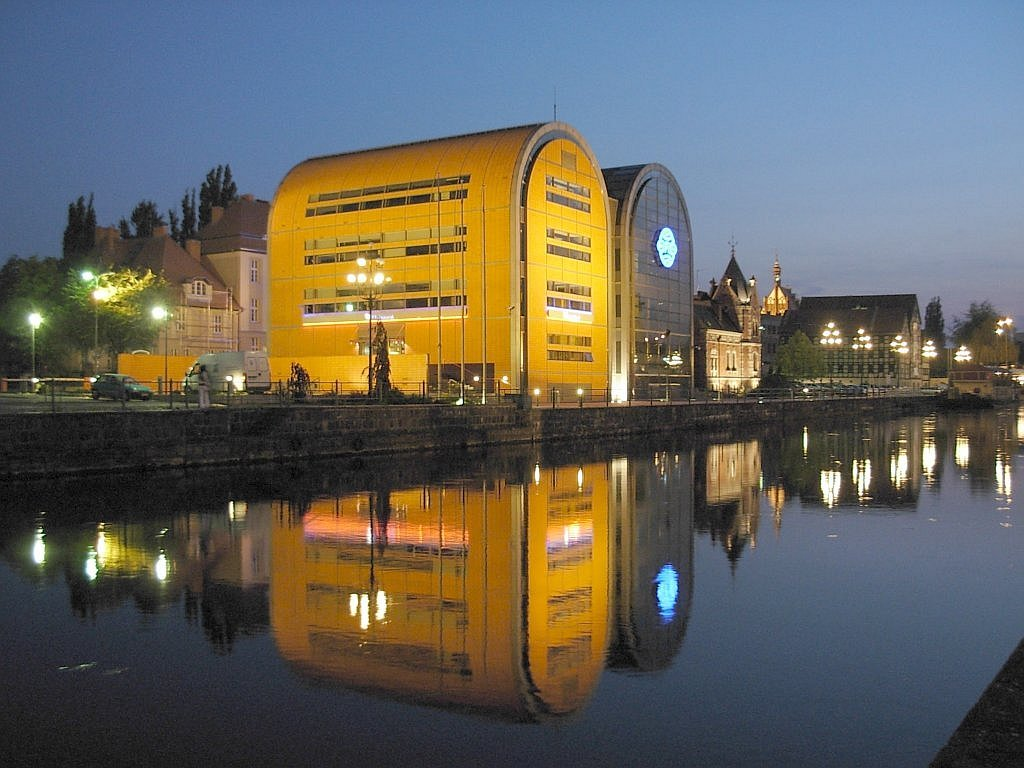
Bydgoszcz in de nacht

Stadsdistricten:
Bydgoszcz · Grudziądz · Toruń · Włocławek

Districten:
Aleksandrów · Brodnica · Bydgoszcz · Chełmno · Golub-Dobrzyń · Grudziądz · Inowrocław · Lipno · Mogilno · Nakło · Radziejów · Rypin · Sępólno · Świecie · Toruń · Tuchola · Wąbrzeźno · Włocławek · Żnin

Grootste steden:
Brodnica · Bydgoszcz · Chełmno · Chełmża · Grudziądz · Inowrocław · Nakło nad Notecią · Rypin · Solec Kujawski · Świecie · Toruń · Włocławek